# Хотаносакский язык

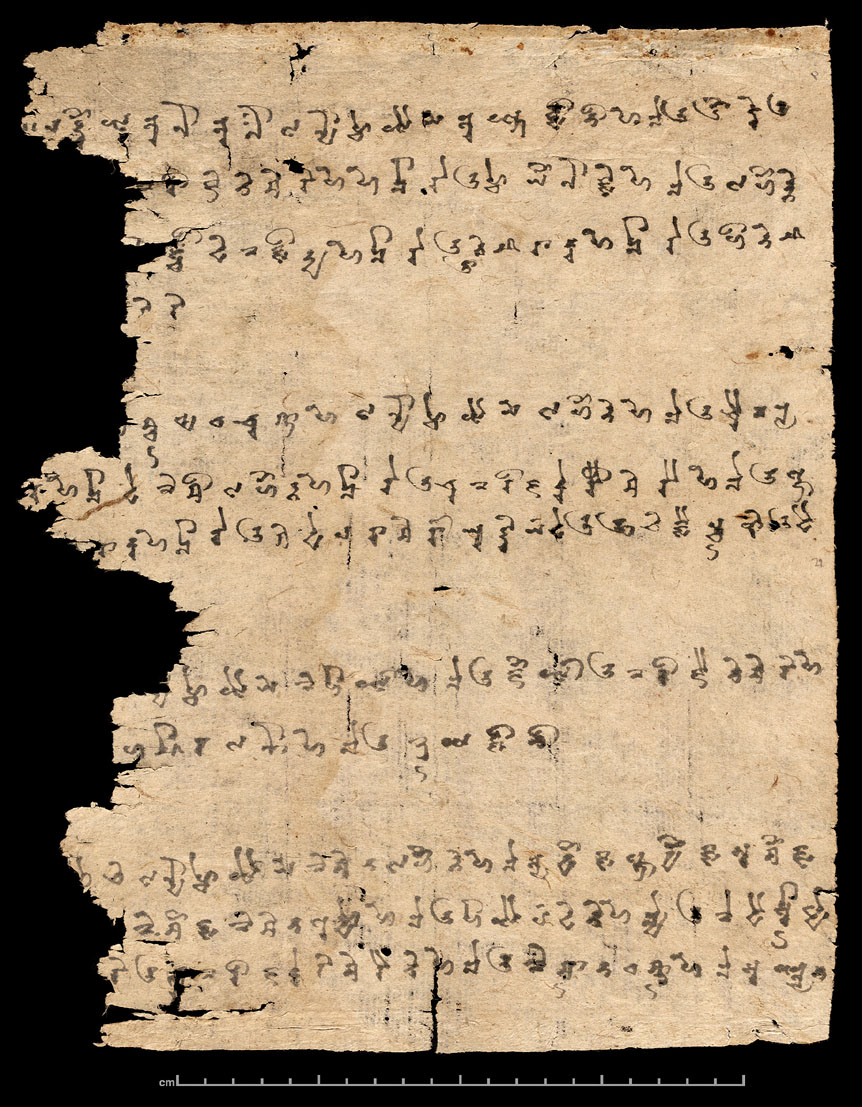
Хотанский животный зодиак BLI6 OR11252 1R2 1

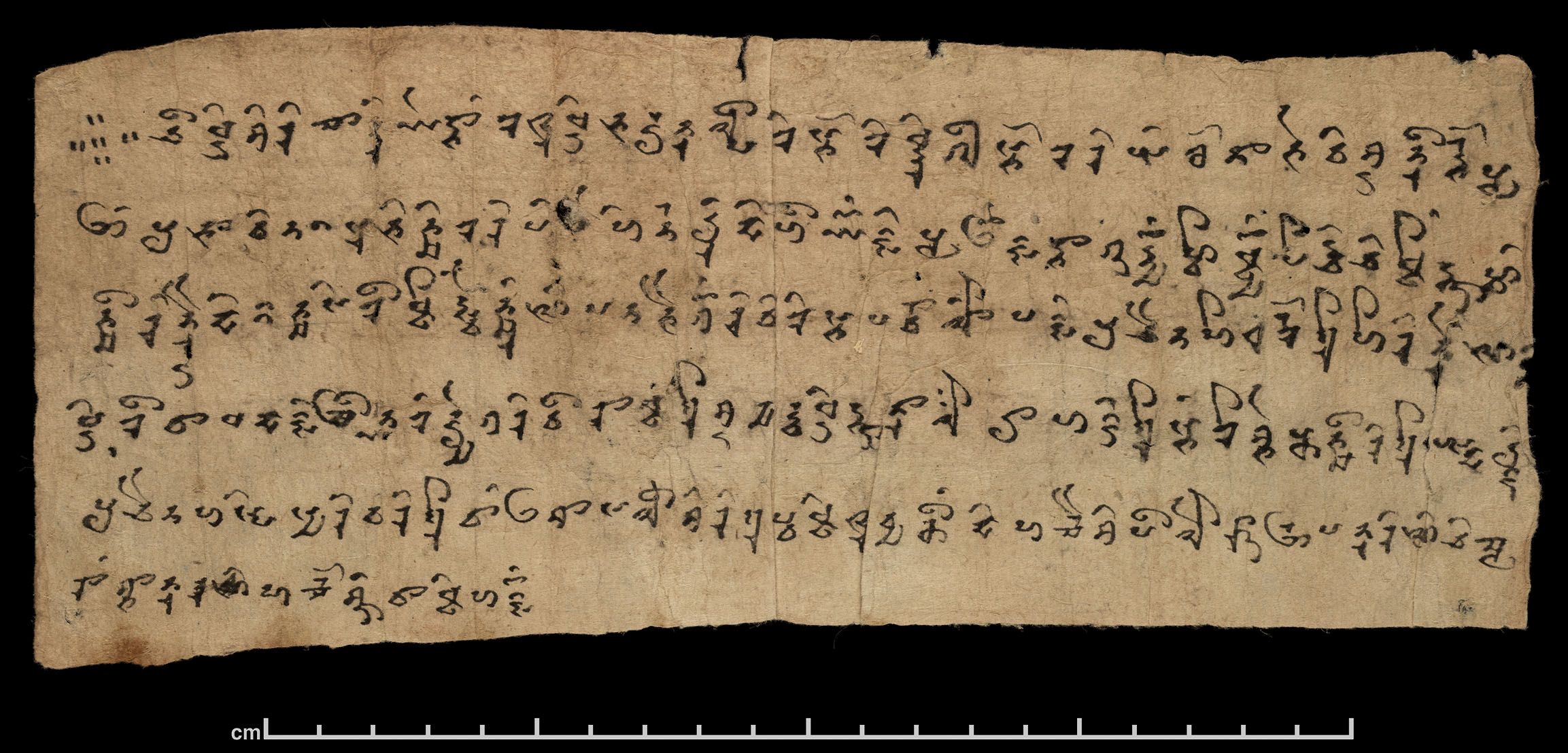
Хотанские стихи BLE4 IOLKHOT50 4R1 1

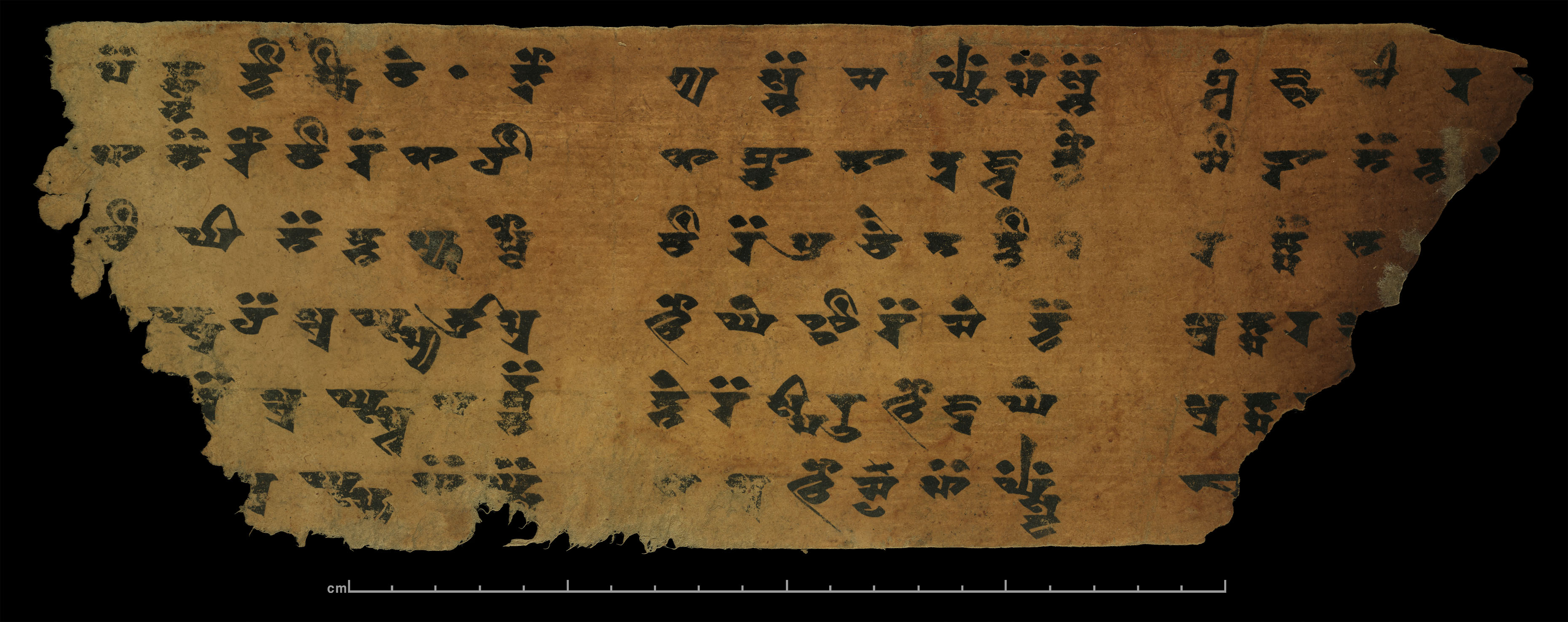
Книга Замбасты BLX3542 OR9614 5R1 1

Хотаноса́кский язы́к (хотанский) — один из сакских языков, восточно-иранской группы, бытовавший в Хотанском оазисе (юг Таримского бассейна). Официальный язык оазиса и язык богатой буддистской литературы.
Хотаносакский хорошо изучен и аттестирован в многочисленных сутрах, документах, включая разговорники и «Книгу Замбасты» на 200 листах, тюркско-хотаносакский словарь и т. д.
Исходя из сравнительно-исторического метода исследования хотаносакской фонетики, Герценберг выделил следующие этапы развития хотаносакского: общесакский, предхотаносакский и засвидетельствованные письменно раннехотаносакский (собственно язык Хотанского оазиса, «Книга Замбасты», несколько сутр и документов) и позднехотаносакский (язык Турфана, деловые документы, разговорники, дорожники).
По наблюдению Л. Г. Герценберга, ряд слов в языке саков Хотана продолжает авестийские «дэвовские» слова: kamalä «голова», ср. авест. kamәrәδә «голова демона», kṣīa «учитель», ср. авест. t̰kaēša- «лжеучение», что может свидетельствовать о противостоянии авестийцев и древних предков хотанских саков и некоторым образом подтверждает гипотезу о незороастрийском вероисповедании среднеазиатских саков. К этим примерам можно добавить:
- ggalū «семья» (от *garduv-<gard-) (DKS, 96),
- gaṇḍye «постройка» от *garganta- (DKS, 79), ср. авест. gәrәδә «дом демона»;
- hīnā- «войско» (DKS, 590), ср. авест. haēnā- «вражеское войско»;
- paśa uda- «рот» от *pa(ti)-zafta- (DKS, 000), ср. авест. zafar- «рот демона, пасть»;
- ggośtä- «рука» (DKS, 16) от *gabasti- «рука», ср. авест. gava- «рука демона, лапа» и т. д.

Примечательно, что хотаносакское слово urmaysde, aurmaysde (DKS, 52, 59) — обозначение не верховного божества Ахурамазды, а обычного солнца, как, например, и в хорезмийском rēmažd и ишкашимском rēmuz (эти слова могут считаться результатом позднего зороастрийского влияния).
От других среднеиранских языков отличается архаической грамматикой: до 7 падежей, активное и медиальное спряжение в настоящем времени глагола, 2 типа спряжения в прошедшем времени. Для лексики характерно большое количество буддийско-санскритских заимствований, кальки буддийских терминов. В текстах можно различить 2 разновидности языка: более архаическую и более позднюю, с распадом флексии, сложившуюся, по-видимому, в хотанской колонии в Дуньхуане.
В начале XI века Хотан был завоёван мусульманами Караханидами, и письменность с языком, связанные с буддийской культурой, исчезли.

## Другие сакские языки

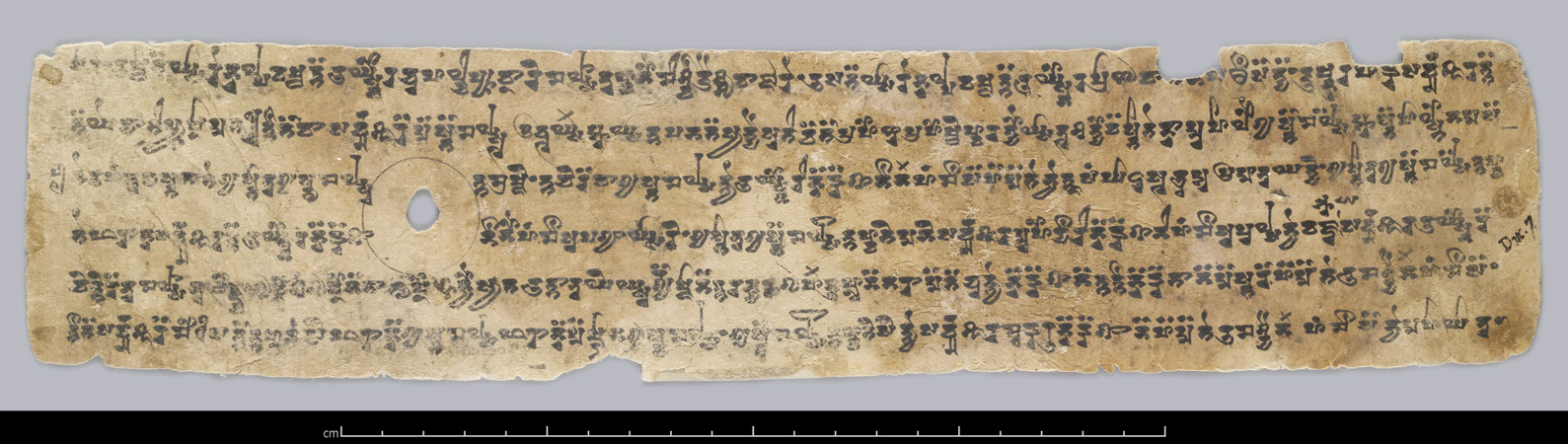
Рукопись на хотаносакском языке из Дандан-Ойлыка, северо-восток от Хотан. Хранится в Британской библиотеке

Менее известны также следующие сакские языки Центральной Азии:
- тумшукскосакский (Tumshuqese) (VII век н. э.) — город Тумшук на севере пустыни Такла-Макан. Находился в контакте с тохарскими языками;
- муртукскосакский — Муртук к востоку от Кашгара на западе Такла-Макана, известен из текста «Кармавакана»;
- индийско-сакский — язык индийских завоевателей шакьев, известный только по нескольким словам;
- кашгарскосакский — Кашгар на западе Такла-Макан, известный только по косвенным сведениям в китайских источниках, ряд слов у Махмуда Кашгари;
- крорайинскосакский — Лоулань, восток Хотанского оазиса, несколько заимствованных слов в пракрите[1].